# Shatranj Ke Khilari
Shatranj Ke Khilari (Hindi: शतरंज के खिलाड़ी, Śatrañj Ke Khilāṛi, Els jugadors d'escacs) és una pel·lícula índia de 1977 escrita i dirigida per Satyajit Ray, basada en el conte homònim de Munshi Premchand. Amjad Khan interpreta el paper del Nabab Wajid Ali Shah, rei de Awadh, i Richard Attenborough interpreta el paper del general James Outram. El repartiment principal inclou als actors Sanjeev Kumar i Saeed Jaffrey com els jugadors d'escacs. També compta amb Shabana Azmi, Farooque Shaikh, Farida Jalal, David Abraham i Tom Alter. També compta amb Amitabh Bachchan com el narrador. Aquest és l'únic llargmetratge en hindi del cineasta Satyajit Ray. Més tard va fer un curtmetratge en hindi per a televisió anomenat Sadgati, una altra adaptació del conte de Premchand.

## Resum
La pel·lícula està ambientada en 1856, en vespres de la rebel·lió índia de 1857. Els britànics estan a punt d'annexar l'estat indi de Awadh (també escrit Oudh). La vida diària de dos homes rics que es dediquen al escacs es presenta en el context dels intrigants funcionaris de la Companyia Britànica de les Índies Orientals, la història de les seves relacions amb el governant indi d'Awadh i la devoció del governant tant a la seva pràctica religiosa com a la cerca del plaer.
Els jugadors d'escacs va emprar estrelles de Bollywood (Amjad Khan, Shabana Azmi i Amitabh Bachchan com a narrador) juntament amb actors britànics (com Richard Attenborough).
Va ser la participant de l'Índia a l'Oscar a la millor pel·lícula de parla no anglesa als Premis Oscar de 1978, però no va rebre una nominació.

## Sinopsi
La pel·lícula mostra en paral·lel el drama històric de l'estat principesc indi d'Awadh (la capital del qual és Lucknow) i el seu Nabab, Wajid Ali Shah, que és enderrocat pels britànics, juntament amb la història de dos nobles obsessionats amb el shatranj, una forma antiga d'escacs.
Amjad Khan interpreta al governant Wajid Ali Shah. És un artista i poeta lànguid, que ja no està al comandament dels esdeveniments i incapaç d'oposar-se eficaçment a la demanda britànica del seu tron. Paral·lelament a aquest drama més ampli, es troba la història personal (i humorística) de dos nobles rics i indolents d'aquest regne, Mirza Sajjad Ali i Mir Roshan Ali. Amics inseparables, els dos nobles estan apassionadament obsessionats amb el joc de shatranj. Tots dos descuren efectivament a les seves esposes i no lluiten contra la presa de possessió del seu regne per part de la Companyia de les Índies Orientals. En canvi, escapen de les seves esposes arengades i de les seves responsabilitats, fugint de Lucknow per jugar als escacs en un petit llogaret que no ha estat tocat per esdeveniments majors. El tema bàsic de Ray en la pel·lícula és el missatge que l'egocentrisme, el desarrelament i la covardia de les classes dominants de l'Índia van catalitzar l'annexió d'Awadh per part d'un grapat de funcionaris britànics.
També cal destacar el paper del capità Weston, tan britànic a la seva manera, però enamorat de la poesia urdu.
En l'última escena, després de la qual Mir dispara a Mirza i es queixa en veu alta «(si mors) no tindré un company amb qui jugar als escacs», Mirza li respon «però tens un enfront de tu!» (fent-li entendre així que el perdona). Finalment conclou que «després del fosquejar, tornarem a casa. Tots dos necessitem foscor per a amagar els nostres rostres.»

## Repartiment
- Sanjeev Kumar com Mirza Sajjad Ali;
- Saeed Jaffrey com Mir Roshan Ali;
- Shabana Azmi com Khurshid, esposa de Mirza;
- Richard Attenborough com el general James Outram;
- Farida Jalal com Nafisa, esposa de Mir;
- Amjad Khan com Wajid Ali Shah;
- David Abraham com Munshi Nandlal;
- Victor Banerjee com el Primer Ministre ('Madar-ud-Daula');
- Veena com la Reina, mare de Wajid Ali Shah;
- Farooq Sheikh com Aqueel;
- Tom Alter com el capità Weston, ajudant de camp d'Outram;
- Leela Mishra com Hirya, la donzella de Khurshid;
- Saswati Sen com ballarina de Kathak en la cançó «Kanha main tose haari»;
- Samarth Narain com Kallu;
- Bhudo Advani com Abbajani;
- Agha com l'assistent d'Abbajani (sense acreditar);
- Barry John;
- Kamu Mukherjee.

## Recepció
La pel·lícula va ser ben rebuda després de la seva estrena. AMalgrat el pressupost limitat de la pel·lícula, el crític de The Washington Post Gary Arnold li va donar una crítica positiva; «Ell [Ray] posseeix el que molts cineastes de Hollywood exagerats sovint manquen: una visió de la història.»Segons Martin Scorsese, "Aquesta pel·lícula tracta un moment de canvi increïble en la història de l'Índia i està explicada des d'una visió còmica que és un segell distintiu de l'obra de Ray. En tornar-la a veure, m'adono que realment sents com viure un moment de canvi històric. Se sent tan gran i tràgic alhora."

## Premis i nominacions
| Any  | Premi                                      | Categoria                   | Nominat(s)    | Resultat  |
| ---- | ------------------------------------------ | --------------------------- | ------------- | --------- |
| 1978 | Festival Internacional de Cinema de Berlín | Os d'Or                     | Satyajit Ray  | Nominat   |
| 1978 | National Film Awards                       | Millor pel·lícula en hindi  | Satyajit Ray  | Guanyador |
| 1978 | National Film Awards                       | Millor fotografia (color)   | Soumendu Roy  | Guanyador |
| 1978 | Premis Filmfare                            | Millor pel·lícula (crítics) | Satyajit Ray  | Guanyador |
| 1979 | Premis Filmfare                            | Millor pel·lícula           | Suresh Jindal | Nominat   |
| 1979 | Premis Filmfare                            | Millor director             | Satyajit Ray  | Guanyador |
| 1979 | Premis Filmfare                            | Millor actor de repartiment | Saeed Jaffrey | Guanyador |

## Preservació
Shatranj Ke Khilari va ser conservat per l'Academy Film Archive el 2010.